# Alchemilla natalensis
Alchemilla natalensis är en rosväxtart som beskrevs av Adolf Engler. Alchemilla natalensis ingår i släktet daggkåpor, och familjen rosväxter.

## Underarter
Arten delas in i följande underarter:
- A. n. bakeri
- A. n. typica
- A. n. hirsutopetiolata
- A. n. incurvata